# Pietro Gazzera
Pour les articles homonymes, voir Gazzera.
Pietro Gazzera (né le 11 décembre 1879 à Bene Vagienna, dans la province de Coni, au Piémont et mort le 30 juin 1953 à Cirié) est un général et homme politique italien.

## Biographie
Né à Bene Vagienna, dans la province de Coni, le 11 décembre 1879, fils de Giovanni Battista et Anna Dompé. Il entre à l'Académie militaire de Turin le 19 octobre 1896 et en sort à l'âge de dix-neuf ans avec le grade de sous-lieutenant (sottotenente) d'artillerie. À partir du 20 juillet 1899, il fréquente ensuite l'École d'artillerie et de génie. Le 13 octobre 1905, il est admis avec le grade de lieutenant (tenente) à l'École de guerre, dont il sort le 20 août 1908, classé premier de sa promotion.

### De la Libye à l'Albanie
Promu capitaine (capitano) en 1910, il participe à la guerre italo-turque en 1911 et reçoit l'année suivante la médaille d'argent de la valeur militaire.
Pendant la Première Guerre mondiale, il sert comme attaché au département des opérations du Commandement suprême, puis à celui de la 6e armée.
À la fin des hostilités, avec le grade de général de brigade (brigadiere generale), il est plénipotentiaire italien dans la commission d'armistice et, en cette qualité, il fait partie des signataires de l'armistice de Villa Giusti. Après la fin de la guerre, il devient commandant de la brigade d'infanterie Basilicata, puis commandant adjoint de l'école de guerre, et enfin président du tribunal militaire spécial de Turin.
En 1923, il est envoyé en Albanie comme président de la Commission internationale pour la délimitation des frontières, succédant au général Enrico Tellini, tué lors d'une tentative d'assassinat. Il rentre chez lui en 1925 pour prendre le commandement de l'École de guerre, puis de la division territoriale de Gênes.

### Ministre et sénateur
Sous le fascisme, le 24 novembre 1928, Mussolini le nomme sous-secrétaire d'État au ministère de la Guerre, et à partir du 12 septembre 1929, ministre de la Guerre.
Le 31 juillet 1930, il est promu général de corps d'armée (generale di corpo d'armata). Au début de 1931, il décide d'incorporer la Milizia Nazionale per la Sicurezza Volontaria (MVSN ou Milice volontaire pour la sécurité nationale) à l'armée royale (Regio esercito). En février de la même année, il entre en conflit ouvert avec le secrétaire du parti national fasciste, Giovanni Giuriati, en raison des critiques de ce dernier à l'égard de la Commission suprême de défense et de l'état-major de l'armée. Il entre ensuite en conflit avec Mussolini, et le 22 juillet 1933, il est contraint de démissionner de son poste, remplacé par Mussolini lui-même, qui choisit le général Federico Baistrocchi comme sous-secrétaire.
Le 2 juillet du même mois, il est promu général commandant désigné de l'armée, et mis à sa disposition. À la fin de son mandat, l'armée royale italienne compte 37 divisions d'infanterie et deux divisions express, chacune dotée de trois régiments et d'un équipement complet, plus des unités de bersaglieri, de troupes alpines, d'artillerie, de cavalerie, de chemises noires, de mitrailleurs et de cavaliers.
Le 30 octobre 1933, il est nommé sénateur du Royaume. Pendant son séjour au Sénat, il a occupé des postes importants dans diverses commissions :
- Membre de la Commission de l'arrêt de la Haute Cour de justice (22 septembre 1937-2 mars 1939)
- Membre de la Commission des finances (17 avril 1939-5 août 1943)
- Membre de la Commission pour les affaires africaines italiennes (17 avril 1939-28 janvier 1940)
- Membre de la Commission de l'arrêt de la Haute Cour de justice (17 avril 1939-5 août 1943).

En 1938, il est rappelé au service et nommé gouverneur de Galla et Sidama, dans la partie sud de l'Éthiopie, avec la capitale Jimma.

### Campagne italienne d'Afrique orientale
Pendant la campagne d'Afrique orientale italienne de la Seconde Guerre mondiale, il est commandant en chef des forces armées italiennes d'Afrique orientale (Forze armate dell'Africa Orientale Italiana ou FF.AA. "A.O.I.") et responsable du secteur sud, y compris le gouvernorat de Galla et de Sidama.
En juillet 1940, le général Gazzera occupe les forts Gallabat et Kurmuk dans le Soudan anglo-égyptien. Du 23 mai au 6 juillet 1941, après la reddition du duc d'Aoste, il est gouverneur de l'Afrique orientale italienne et vice-roi d'Éthiopie. Ses troupes sont rejointes par celles du général Carlo De Simone qui s'est retiré d'Addis-Abeba. Tentant de se défendre près de la ville de Sodo, les troupes italiennes se replient sur la rivière Omo Bottego. Ici, l'attaque britannique a percé les lignes italiennes et a occupé Jimma en quelques jours. Le 4 juillet, les Britanniques atteignent Dembi Dolo. Après la défaite militaire, les troupes italiennes dirigées par Gazzera se replient dans la région de Galla Sidama et le 6 juillet 1941, après être entrées en contact avec les forces belges du général Gilliaert, provenant du Congo belge, elles obtiennent de se rendre avec l'honneur des armes.
Extrait du dernier télégramme envoyé à l'Italie annonçant la capitulation :
« Le secteur Sud a fait tout ce qui était humainement possible depuis le 10 juin 1940 jusqu'à aujourd'hui pour maintenir haut le nom des armes italiennes au Kenya, au Soudan, dans l'Empire. Les troupes se sont battues comme des lions non seulement contre les Britanniques, mais aussi et surtout lorsque des rebelles venus de l'extérieur nous ont martyrisés à l'arrière. Même après la reddition d'Amba Alagi, nous nous sommes défendus bec et ongles, multipliant nos efforts à mesure que nos moyens diminuaient et que nos difficultés augmentaient. Aujourd'hui, même si c'était sans espoir, nous avons arrêté les Belges dans leur attaque en profondeur de la Butta. Nos derniers fidèles ascendants embrassaient à l'instant le fusil que leur avait donné le gouvernement italien et pleuraient en comprenant que nous devions nous rendre... »

### Prisonnier allié
Remis ensuite aux Britanniques, il a été emprisonné au Kenya, en Inde, puis aux États-Unis. Après la signature de l'armistice de Cassibile en septembre 1943, il est rapatrié. Sa première mission consiste à assurer l'ordre public lors du Congrès de Bari, la première assemblée politique tenue après la chute du fascisme. Il est ensuite nommé Haut commissaire aux prisonniers de guerre, poste qu'il occupe jusqu'à la fin du conflit. Le 7 août 1944, il est déféré devant la Haute Cour de justice pour les sanctions contre le fascisme, et déclaré déchu de son mandat de sénateur le 30 octobre de la même année. Après la guerre, il se retire dans la vie privée et meurt à Cirié le 30 juin 1953.
Marié à Mme Bianca Rosa Maria Gerardi, il a eu quatre enfants : Giovanni Battista, Romano, Maria Luisa et Ermelinda. Son fils, Romano Gazzera (1906-1985), a mené une intense activité picturale et est le chef de file de la peinture néo-florale. Un neveu, Franco Gazzera, premier secrétaire du gouvernement royal de Danghela et régent du Commissariat de Gondar, s'est distingué lors de l'aventure coloniale en Abyssinie. Au cours de ses cinq années en tant que ministre de la Guerre, il a écrit de sa propre main les comptes rendus d'environ 180 conversations avec Mussolini : ces papiers ont été confiés par son fils Romano à l'historien Renzo De Felice.

## Décorations

### Décorations italiennes
- Chevalier grand-croix et grand cordon de l'ordre des Saints-Maurice-et-Lazare
- Chevalier grand-croix et grand cordon de l'ordre de la Couronne d'Italie
- Chevalier grand-croix de l'ordre militaire de la Savoie, 19 juillet 1941[11]

- Chevalier grand-croix de l'ordre colonial de l'Étoile d'Italie
- Médaille d'argent de la valeur militaire
- Croix du Mérite de guerre
- Médaille du Mérite mauricienne pour 10 années de carrière militaire
- Croix militaire pour le service (40 ans)
- Médaille commémorative de la guerre italo-turque 1911-1912
- Médaille commémorative de la guerre italo-autrichienne 1915-1918 (4 années de campagne)
- Médaille commémorative de l'Unité italienne
- Médaille italienne de la Victoire interalliée

### Décoration étrangères
- Chevalier grand-croix de l'ordre de Saint-Alexandre
- Chevalier grand-croix de l'ordre de Menelik II
- Chevalier grand-croix de l'ordre de Skanderbeg
- Grand cordon de l'ordre de Léopold
- Chevalier grand-croix de 1re classe de l'ordre du Mérite de la république d'Autriche
- Grand-croix de l'ordre du Mérite de la république de Hongrie
- Chevalier grand-croix de l'ordre de Sainte-Agathe
- Grand-croix de l'ordre du grand-duc Gediminas

- Grand officier de l'ordre national de la Légion d'honneur
- Commandeur de l'ordre de l'Étoile de Roumanie
- Compagnon de l'ordre de Saint-Michel et Saint-Georges
- Chevalier de l'ordre de l'Aigle blanc de Serbie
- Chevalier de 6e classe de l'ordre du Soleil levant
- Croix de guerre française de 1914-1918 avec palme en bronze

### Autres décorations
- Médaille de la Troisième Armée, sans ruban.
- Médaille du régiment d'artillerie.

Décoration de Bianca Gazzera Gerardi, épouse du général Pietro Gazzera :
- Croix de guerre de la valeur militaire, croix avec ruban et diplôme.